# Club Bàsquet Pardinyes
El Club Bàsquet Pardinyes és un equip de bàsquet català amb seu al barri lleidatà de Pardinyes que juga a la Lliga LEB Plata.

## Història
Fundat l'any 1966, el CB Pardinyes va començar a jugar a lligues provincials. El 2013 el club va ascendir a la Lliga EBA després d'aconseguir cinc ascensos consecutius en sis anys.
L'any 2017 l'equip va arribar als play-off d'ascens però no va reeixir en la fase final, tot i que dues temporades després, el CB Pardinyes completaria la millor actuació de la lliga aconseguint així l'ascens a la LEB Plata el 18 de maig de 2019 i essent nomenat campió de la Lliga EBA.